# Bambusa grandis
Bambusa grandis är en gräsart som först beskrevs av Qi Hui Dai, X.l.Tao och Keng f., och fick sitt nu gällande namn av Dieter Ohrnberger. Bambusa grandis ingår i släktet Bambusa och familjen gräs. Inga underarter finns listade i Catalogue of Life.